# 沈西林
沈西林（1923年—），男，江苏松江（今属上海市）人，中国电影摄影师。摄影代表作有《女篮五号》、《红色娘子军》、《从奴隶到将军》等。2005年被中华人民共和国人事部、国家广播电影电视总局评为“国家有突出贡献电影艺术家”。